# Гранки (Кимовский район)
Гранки — село в Кимовском районе Тульской области России.
В рамках административно-территориального устройства входит в Пронский сельский округ Кимовского района, в рамках организации местного самоуправления входит в сельское поселение Новольвовское.

## География
Расположено в 1,5 км от северо-западной границы города Кимовска (в 5 км к северо-западу от железнодорожной станции Кимовск).

## Население
| 2002 | 2010 |
| ---- | ---- |
| 254  | ↘168 |

Население — 168 чел. (2010). 